# 浅黄新萨托菌
浅黄新萨托菌（学名：Neosartorya aureola）是属于散囊菌目发菌科新萨托菌属的一种真菌，可生长在发霉的花、土壤等基物上。该种分布于中国、加纳、利比里亚、苏里南等地。
浅黄新萨托菌是带黄曲霉（Aspergillus aureoluteus）的有性型。